# Kolbenshån
Kolbenshån är en sjö i Härjedalens kommun i Härjedalen och ingår i Ljusnans huvudavrinningsområde. Sjön har en area på 0,21 kvadratkilometer och ligger 531,3 meter över havet. Sjön avvattnas av vattendraget Ljusnan.

## Delavrinningsområde
Kolbenshån ingår i det delavrinningsområde (692352-135539) som SMHI kallar för Utloppet av Kolbenshån. Medelhöjden är 591 meter över havet och ytan är 6,27 kvadratkilometer. Räknas de 187 avrinningsområdena uppströms in blir den ackumulerade arean 1 382,03 kvadratkilometer. Avrinningsområdets utflöde Ljusnan mynnar i havet. Avrinningsområdet består mestadels av skog (96 procent). Avrinningsområdet har 0,21 kvadratkilometer vattenytor vilket ger det en sjöprocent på 3,4 procent.